# گرینا
گرینا (به لاتین: Grenaa) یک شهر در دانمارک است که در Norddjurs Municipality واقع شده‌است. گرینا ۱۰٫۵ کیلومتر مربع مساحت و ۱۴٬۲۵۱ نفر جمعیت دارد.

## خواهرخوانده
شهر کلاکسویک خواهرخواندهٔ گرینا هست.